# أنوار قاسمزاده
أنور علي أوغلو قاسمزاده (12 فبراير 1912، سالیان - 12 مارس 1969، باكو) هو مهندس معماري وشخصية مشهورة في دولة أذربيجان.

## حياته
وُلد أنور قاسمزاده في 12 فبراير 1912 في مدينة سالیان لاذربيجان، في عائلة المثقف المعروف علي باي قاسيموف، الذي كان من أوائل المعلمين في مجال اللغة الروسية وآدابها في أذربيجان.
أصبح عضوًا مراسلًا في أكاديمية العلوم لجمهورية أذربيجان الاشتراكية السوفياتية في عام 1967، وشغل منصب رئيس معهد أذربيجان التقني من عام 1962 إلى 1968. حصل على لقب "بناء مكرم" في عام 1960.
تلقى أنور قاسمزاده تعليمه الأولي في باكو، وتخرج في عام 1936 من معهد أذربيجان الصناعي بتخصص مهندس معماري. انضم إلى الحرب العالمية الثانية في عام 1942، وشارك في القتال حتى برلين، وحصل على العديد من الأوسمة والميداليات.
عاد إلى أذربيجان في عام 1946 وواصل عمله في مجال البناء والعمارة.
شغل أنور قاسمزاده عدة مناصب رفيعة، بما في ذلك رئيس لجنة البناء الحكومية ونائب أول رئيس لجنة التخطيط الحكومية. وكان أيضًا نائبًا في المجلس الأعلى لجمهورية أذربيجان الاشتراكية السوفياتية.
هو والد رئيس اتحاد المهندسين المعماريين في أذربيجان إلباي قاسيمزاده.

## وفاته
توفي أنور قاسمزاده في 12 مارس عام 1969 عن عمر يناهز 57 عامًا ودُفن في مقبرة الشرف.